# Чапчхе

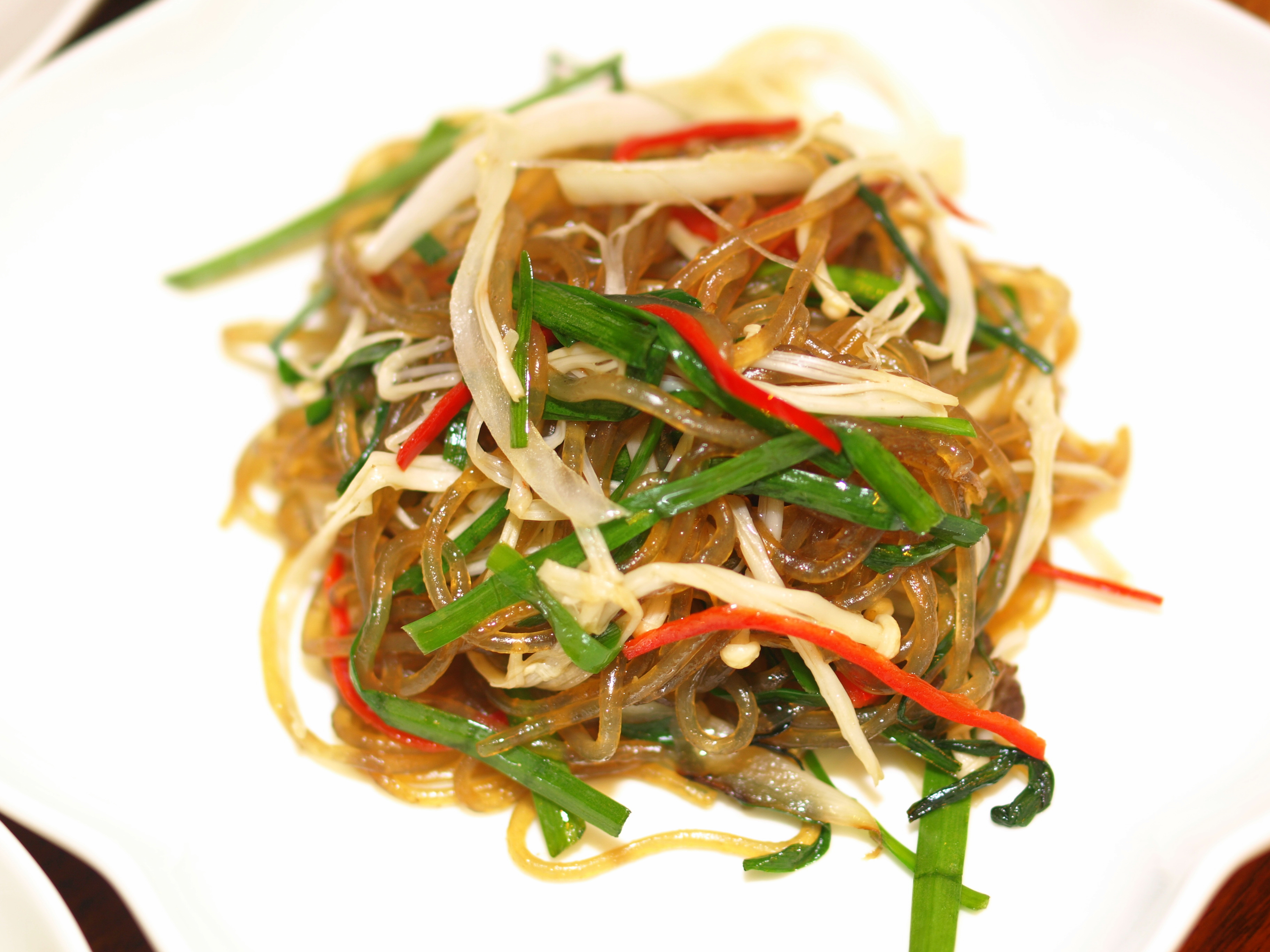

Чапчхе, в просторіччі чапче (잡채, «овочева суміш») — корейська святкова закуска на основі крохмальної локшини (куксу).
Бататову чи іншу східну локшину (фунчозу) смажать з овочами, грибами і (або) м'ясом в розпеченій кунжутовій олії, заправляють соєвим соусом і посипають насінням кунжуту. Закуска може подаватися до столу як гарячою, так і холодною. Часто супроводжує страви з рису.
Чапчхе — класична страва корейської придворної кухні з часу імператора Кванхегуну, що правив у 1608—1623 роках.